# Meridemis
Meridemis is een geslacht van vlinders van de familie bladrollers (Tortricidae), uit de onderfamilie Tortricinae.

## Soorten
- M. bathymorpha

Chinees serissarechthoekvleugeltje Diakonoff, 1976
- M. detractana (Walker, 1863)
- M. furtiva Diakonoff, 1976
- M. hylaeana (Ghesquière, 1940)
- M. invalidana (Walker, 1863)
- M. vietorum Razowski, 1989